# Demonassa de Chipre
Demonassa, personagem possivelmente mitológico, foi uma legisladora da ilha de Chipre.
Demonassa é considerada por Dião Crisóstomo uma das mulheres do passado que se destacaram, ao lado da guerreira Rhodogunê, da rainha Semíramis, da poetisa Safo e da bela Timandra.
Ela fez três leis para o povo de Chipre: 
1. que uma mulher culpada de adultério teria seu cabelo cortado e se tornaria uma prostituta
2. que um suicida não teria direito a um enterro
3. que é proibido matar o boi que puxa o arado

Sua filha se tornou adúltera, e virou uma prostituta; dos seus dois filhos, um deles matou um boi e foi executado, e o outro se suicidou, e não foi enterrado. Demonassa aguentou os infortúnios e manteve as leis, até que, um dia, ao observar a tristeza de uma vaca ao ver seu bezerro morrendo, reconheceu sua tristeza; ela derreteu bronze e jogou-se no líquido.
Havia uma torre com uma estátua de bronze, com uma inscrição para lembrar o que aconteceu, dizendo Eu fui sábia, mas em tudo tive azar.